# Охинская ТЭЦ
Охинская ТЭЦ — тепловая электростанция, электростанция на севере Сахалина и единственный источник энергоснабжения Северного энергорайона Сахалинской области, расположенное в черте города Оха. Входит в состав АО «Охинская ТЭЦ» (группа ННК). Представляет собой тепловую электростанцию (теплоэлектроцентраль) с комбинированной выработкой электроэнергии и тепла.

## Описание
Расположена в городе Оха. Теплоэлектроцентраль с паротурбинным и газотурбинным оборудованием, в качестве топлива использует природный газ. Турбоагрегаты станции введены в эксплуатацию в 1969—2016 годах. Установленная электрическая мощность станции — 99 МВт, тепловая мощность — 216 Гкал/час, фактическая выработка электроэнергии в 2018 году — 209,3 млн кВт·ч. Оборудование станции включает в себя 6 турбоагрегатов (3×25, 2×2,5 и 1×19 МВт), а также 4 котлоагрегата. Принадлежит АО «Охинская ТЭЦ» (дочернее общество компании «Роснефть»), находится в оперативном управлении группы ННК.

## История
Развитие электроэнергетики на севере Сахалина было начато в 1931 году с началом строительства Охинских нефтяных промыслов, чье энергоснабжение обеспечивала дизельная электростанция мощностью 1,48 МВт.